# دولت‌آباد (درگز)
 دولتاباد ، روستایی است از توابع بخش لطف‌آباد و در شهرستان درگز استان خراسان رضوی ایران.

## جمعیت
این روستا در دهستان زنگلانلو قرار داشته و بر اساس سرشماری سال ۱۳۸۵ جمعیت آن (۱۰۲خانوار) ۴۳۷نفر 
بوده است.

## منبع
1. ↑  «درگاه ملی آمار». بایگانی‌شده از اصلی در ۸ اکتبر ۲۰۰۷. دریافت‌شده در ۵ ژوئیه ۲۰۰۸.